# 満洲拓殖公社
- 満洲拓殖公社
- 滿洲拓殖公社
- 満州拓殖公社

満洲拓殖公社（まんしゅうたくしょくこうしゃ）は、満洲国の開拓、開拓団の支援などをおこなった。大日本帝国の国策特別会社である。
1935年に満洲国、南満洲鉄道、三井合名会社、三菱合資会社の出資で設立された満洲拓殖株式会社を前身として1937年8月31日に設立され、1939年までに、1960万220ヘクタールの土地を確保し、開拓をおこなった。新規開拓は、そのうち151万6000ヘクタールを占める。
資本金5000万円（うち、日満両国政府がそれぞれ1500万円出資、残り2000万円は民間出資）。社債は払込資本金の10倍まで発行し得る。本社は満洲国新京特別市にあった。

## 定款上の任務
1937年の満洲拓殖公社設立時における定款上の任務は次の通りであった。
- 開拓者に必要な諸施設を設置・経営すること
- 開拓者に資金を融資すること
- 開拓団用地を取得・管理し、これを開拓者に分譲すること
- 開拓に必要な事業を行う会社や組合に出資または融資すること
- 上の諸項目に付帯したその他の事業を行うこと

## 組織機構
本社には2室4部（11課34係、1倉庫2係、3建設事務所）があり、東京と京城に支社があった。満洲各地に13地方事務所があり、その下に55出張所が、また本社直轄出張所が6か所にあった（1945年6月現在）。

## 社員数
1943年の社員名簿によると、日系社員は3319名であった。ただし、これらには、関連会社であった「満拓農機具会社」「満洲酪農」「満洲養蜂」「満拓特殊工事会社」等を含む。

## 歴史
- 1936年 開拓国策推進（日本からの農業移民を組織的、計画的、かつ大量に受け入れて安定させる現地の助成機関）のための満洲国の法人として、満洲拓殖株式会社が出資金満洲国幣1500万円で設立される。
- 1937年 特殊法人満洲拓殖公社に改組され、資本金5000万円となる。この背景には、日満両国政府により、日本からの開拓農民を20か年で100万戸500万人入植させる計画が策定されたことがあった。
- 1938年 満朝拓殖株式会社（朝鮮農業移民の助成機関）を合併し、朝鮮人の満洲移民業務を扱う。青年義勇隊受入れのために作っていた訓練課を訓練局に拡大。
- 1940年 開拓協同組合法施行により、入植5年以上の開拓団が協同組合に移行するのに伴い、開拓協同組合の設立およびその連合会の設立・運営の指導に当たったり、出向して役員についた。
- 1943年 出資金を1億2000万円に増資。保健衛生事業を経営課から分離し、開拓保健団を設立。
- 1944年 この年の融資金4億4400万円、保有土地評価額2億円、整備した社有地620万ha、各種資材の開拓団・訓練所への供給額1億2500万円。
- 1945年 
  - 敗戦時までに入植した日本人開拓団は881団・開拓者数32万1000余人、青年義勇隊31訓練所・2万2305人、報国農場74・勤労奉仕男女約5000人だった。このうち敗戦前後の動乱から引揚げの過程で戦死・殺害・病死した者は8万人以上と言われ、その他に行方不明者多数がいた[3]。
  - 9月30日 GHQが発出した「植民地銀行、外国銀行及び特別戦時機関の閉鎖」に関する覚書に基づき、他の特殊会社とともに即時閉鎖（閉鎖機関）が決定された[4]。

## 総裁在任者
- 坪上貞二 外交官：1935年 - 1940年
- 二宮治重 予備役中将：1940年6月 -
- 斎藤弥平太[5]。